# Louisiade-Archipel
Der Louisiade-Archipel ist eine Inselgruppe im äußersten Südosten Papua-Neuguineas. Der Archipel umfasst ca. 90 Inseln und hat eine Gesamtfläche von 1600 km².
Die Inselgruppe gehört zur Provinz Milne Bay des Staates Papua-Neu-Guinea.

## Geographie
Der Archipel liegt an der Grenze zwischen Korallenmeer und Salomonensee. Die größten Inseln sind Vanatinai (auch Tagula oder Sudest) mit einer Fläche von 867 km², Rossel (auch Yela) mit einer Fläche von 260 km², Misima mit einer Fläche von 200 km², Sideia mit 107 km², Basilaki mit 100 km², Pana Tinani mit 78 km² und Panaete (auch Deboyne) mit 30 km².
Sideia-, Basilaki Island und die Dumoulin-Inseln liegen nahe der Küste Neuguineas. Misima, Vanatinai, Rossel und die Duchateau-Inseln liegen weiter südöstlich.
Inselgruppen
Im Archipel liegen u. a. die folgenden Inselgruppen bzw. Atolle:
- Bonvouloir-Inseln mit der Untergruppe der Strathord-Inseln
- Bramble-Haven-Atoll mit der Untergruppe der Duperré-Inseln
- Brumer-Inseln
- Calvados-Inseln mit der Untergruppe der Sloss-Inseln
- Conflict-Atoll
- Deboyne-Inseln
- Duchateau-Inseln
- Dumoulin-Inseln
- Engineer-Inseln
- Jomard-Inseln
- Lebrun-Inseln
- Obstruction-Inseln
- Renard-Inseln
- Stuers-Inseln
- Torlesse-Atoll

## Geologie
Die Inseln sind zum Teil korallinen, zum Teil vulkanischen Ursprungs.

## Bevölkerung
Die Inselgruppe beherbergt etwa 17.000 Einwohner.
Hauptort ist Bwagaoia auf der Insel Misima.

## Bodenschätze
Auf der Insel Misima gibt es Goldvorkommen.